# 羅比·艾梅爾
羅伯特·帕特里克·“羅比”·艾梅爾（Robert Patrick Amell IV，1988年4月21日—）是一名加拿大男演員和監製，他最出名是在CW電視劇《未來青年》中飾演主角斯蒂芬·詹姆森（Stephen Jameson）、《閃電俠》中飾演羅尼·雷蒙/火風暴、《上傳天地》中飾演Nathan Brown，以及《8級警戒》中飾演Connor Reed；他的真實堂哥史蒂芬·艾梅爾也演出《8級警戒》。

## 早期生活
羅比·艾梅爾出生於加拿大安大略的多倫多。他的堂哥是人氣影集《綠箭俠》中的演員史蒂芬·艾梅爾。六歲時，他與其姊妹在一些廣告中擔任小配角。十六歲時，他開始在高中的演戲中演出，例如《Louis and Dave and Fionia》、《Picasso at the Lapin Agile》及《不可兒戲》等。在那個時候艾梅爾便對演戲有了熱忱，更因此去過加拿大演藝學院（Canadian Studios Acting Academy）學習。2006年畢業於勞倫斯園大學學院，自此他展開自己的演藝生涯。
艾梅爾打過曲棍球，同時也學過地板舞。在尚未發覺喜愛演戲前，艾梅爾曾考慮往這兩項發展。

## 事業
羅比·艾梅爾的出道作為《兒女一籮筐2》。
2006年，艾梅爾於加拿大家庭頻道情境喜劇《Life with Derek》中飾演女主角凱西·馬丹納的男友馬克斯。
2008年，艾梅爾與艾希莉·提斯代爾合作演出了ABC Family原創電影《灰姑娘的手機情緣》。同年，艾梅爾共出演了兩部影集，第一部為卡通頻道首部真人影集《奇妙的歷史》，第二部則是尼克國際兒童頻道的情境喜劇《少女設計師》。
2009年，艾梅爾於卡通頻道原創電影《史酷比3：神秘開始》中飾演主角弗雷德·瓊斯，該劇以6.1（百萬）的收視人口，成為卡通頻道史上最多人觀看的電視節目，後來該劇於2010年推出了續集《史酷比4：湖怪的詛咒》。
2013年，艾梅爾於MTV影集《成名心切》中擔任常設演員。同年10月，艾梅爾參演了改編自英國同名影集的CW電視網科幻影集《未來青年》，該劇為艾梅爾首次擔綱主角，是其從影以來戲分最吃重的一次。
2014年，CW取消了《未來青年》。同年7月，艾梅爾加入了改編自同名DC漫畫的CW新劇《閃電俠》，劇中其飾演羅尼·雷蒙德。

## 個人生活
2008年7月，羅比與同為演員的伊妲梨雅·瑞奇正式交往， 兩人早在艾梅爾拍攝《兒女一籮筐2》時即見過彼此，不過是直到共同合作《美國派6：無法無天》後，兩人的關係才變得親近。 他與瑞奇在2014年8月19日訂婚， 於2016年10月15日正式完婚。他們在2020年1月成為美國公民。
他和妻子伊妲梨雅·瑞奇合作過多部作品，包括定情作《美國派6：無法無天》、瑞奇客串他主演的《少女設計師》、他客串瑞奇主演的《奇妙的歷史》與《追尋人生》等。

## 影視作品列表

### 電影
| 年份 | 標題                                                              | 角色                           | 備註             |
| 2005 | 《兒女一籮筐2》 Cheaper by the Dozen 2                            | 丹尼爾·莫塔夫 Daniel Murtaugh  |                  |
| 2007 | 《血染萬聖節：鬼擋路》 Left for Dead                              | 布萊爾 Blair                   |                  |
| 2007 | 《美國派6：無法無天》 American Pie Presents: Beta House           | 尼克·安德森 Nick Anderson      |                  |
| 2009 | 《艾莉森·斯通勒計畫》 The Alyson Stoner Project                   | VIP嘉賓                        |                  |
| 2009 | 《史酷比3：神秘開始》 Scooby-Doo! The Mystery Begins              | 弗雷德·瓊斯                    | 電視電影；主演   |
| 2010 | 《史酷比4：湖怪的詛咒》 Scooby-Doo! Curse of the Lake Monster     | 弗列德·瓊斯                    | 電視電影；主演   |
| 2012 | 《命中雷霆》 Struck by Lightning                                  | 賈斯汀·沃克 Justin Walker      |                  |
| 2013 | 《冒險行者》 The Hunters                                          | 派克斯頓·弗林 Paxton Flynn     | 電視電影；主演   |
| 2014 | 《Criminal》                                                      | 迪諾 Dino                      | 短片             |
| 2015 | 《恐龍尤物》 The DUFF                                             | 衛斯理·瑞許 Wesley Rush        | 主演             |
| 2015 | 《Anatomy of the Tide》                                           | 布拉德·麥克瑪納斯 Brad McManus | 主演             |
| 2015 | 《忠犬》 Max                                                      | 凱爾·溫卡特 Kyle Wincott       | 主演             |
| 2016 | 《8級警報》 Code 8                                                | 泰勒·瑞德 Taylor Reed          | 短片；執行製片人 |
| 2016 | 《我的老爸喵星人》 Nine Lives                                     | 大衛·布萊德 David Brand        |                  |
| 2016 | 《超時空傳輸》 ARQ                                                | 蘭登 Renton                    |                  |
| 2017 | 《辣手保姆》 The Babysitter                                       | 麥斯 Max                       |                  |
| 2018 | 《當我們初遇》 When We First Met                                  | 伊森 Ethan                     |                  |
| 2019 | 《8級警戒》 Code 8                                                | Conner Reed                    | 也是監製         |
| 2020 | 《愛你愛到鬧死你》 Desperados                                     | Jared                          |                  |
| 2020 | 《辣手保姆：女王蜂》 The Babysitter: Killer Queen                 | 麥斯 Max                       |                  |
| 2020 | 《Eat Wheaties!》                                                 | Brandon                        |                  |
| 2021 | 《惡靈古堡首部曲：拉昆市》 Resident Evil: Welcome to Raccoon City | 克里斯·雷德菲爾                |                  |
| TBA  | 《Float》                                                         | Blake Hamilton                 | 監製             |
| 2024 | 《8級警戒續集》 Code 8: Part II                                   | Connor Reed                    | 也是監製         |

### 電視節目
| 年份      | 標題                                              | 角色                             | 備註                                                                               |
| 2006      | 《Runaway》                                       | 斯蒂芬 Stephen                   | 2集                                                                                |
| 2006–2008 | 《德瑞克一家》 Life with Derek                    | 馬克斯·米拿 Max Miller           | 17集                                                                               |
| 2008      | 《默多克之謎》 Murdoch Mysteries                  | 瓦勒斯·翠斯卡爾 Wallace Driscoll | 單集："Still Waters"                                                               |
| 2008–2011 | 《少女設計師》 True Jackson, VP                   | 吉米·麥迪根 Jimmy Madigan        | 常設演員（第1季），主演（第2–3季）；42集                                           |
| 2010      | 《奇妙的歷史》 Unnatural History                  | 米高·奧馬利 Michael O'Malley     | 2集                                                                                |
| 2010      | 《建築破壞王》 Destroy Build Destroy              | 自己                             | 遊戲節目 單集："Scooby-Doo! Curse of the Lake Monster vs. Dude, What Would Happen" |
| 2011      | 《老爸老媽的浪漫史》 How I Met Your Mother        | 史酷比 Nate “Scooby” Scooberman  | 2集                                                                                |
| 2011      | 《兄弟姊妹》 Brothers & Sisters                   | 年輕的威廉·沃克 William Walker   | 單集："For Better or for Worse"                                                    |
| 2011      | 《CSI犯罪現場：紐約》 CSI: NY                     | 萊利·弗雷勒 Riley Frazier        | 單集："Air Apparent"                                                               |
| 2011–2012 | 《復仇》 Revenge                                  | 亞當·康納                        | 4集                                                                                |
| 2012      | 《罪惡島》 Alcatraz                               | 年輕的雷·亞瑟 Ray Archer         | 3集                                                                                |
| 2012      | 《美少女的謊言》 Pretty Little Liars              | 埃里克·卡恩 Eric Kahn            | 單集："The Kahn Game"                                                              |
| 2012      | 《天堂執法者》 Hawaii Five-0                      | 比利 Billy Keats                 | 單集："Popilikia"                                                                  |
| 2013      | 《魅力克利夫蘭》 Hot in Cleveland                 | 勞愛德 Lloyd                     | 單集："The Conversation"                                                           |
| 2013      | 《總統一家》 1600 Penn                            | D.B.                             | 7集                                                                                |
| 2013      | 《成名心切》 Zach Stone Is Gonna Be Famous        | 尼克 Nick                        | 8集                                                                                |
| 2013–2014 | 《未來青年》 The Tomorrow People                  | 斯蒂芬·詹姆森 Stephen Jameson    | 主角；22集                                                                         |
| 2014      | 《對台詞》 Whose Line Is It Anyway?               | 自己                             | 遊戲節目；1集                                                                      |
| 2014–2017 | 《閃電俠》 The Flash                              | 羅尼·雷蒙德                      | 常設角色；11集                                                                     |
| 2015      | 《摩登家庭》 Modern Family                        | 查斯 Chase                       | 單集："Closet? You'll Love It!"                                                    |
| 2015      | 《追尋人生》 Chasing Life                         | 藥頭                             | 單集："Wild Thing"                                                                 |
| 2016–2018 | 《X檔案》 The X Files                             | 特別探員凱德·米勒 Kyd Miller     | 3集                                                                                |
| 2018–2019 | 《波特萊爾的冒險》 A Series of Unfortunate Events | Kevin                            | 3集                                                                                |
| 2020–現在 | 《上傳天地》 Upload                               | Nathan Brown                     | 主要角色                                                                           |

## 獎項
| 年度 | 大獎         | 獎項                     | 作品     | 結果 |
| ---- | ------------ | ------------------------ | -------- | ---- |
| 2015 | 青少年選擇獎 | 電影選擇獎：喜劇片男演員 | 恐龍尤物 | 提名 |
| 2015 | 青少年選擇獎 | 電影選擇獎：接吻場景     | 恐龍尤物 | 提名 |

## 外部連結
- 羅比·艾梅爾在互联网电影资料库（IMDb）上的資料（英文）
- 羅比·艾梅爾的X（前Twitter）
- 羅比·艾梅爾的Facebook專頁
- 羅比·艾梅爾的Instagram帳戶